# Antonio Moltó y Díaz-Berrio
Antonio Moltó y Díaz-Berrio   (Palma, 14 de febrer de 1830 - Madrid, 17 de juny de 1902) fou un militar palmesà, senador i capità general de València a finals del segle xix. Era fill del tinent coronel alcoià Ventura Moltó i germà del general Remigio Moltó Díaz Berrio
Ingressà a l'Acadèmia Militar en 1845 i participà en la repressió anticonservadora a Saragossa en 1856 i es va enfrontar al Xic de les Barraquetes. Fou ferit a la guerra d'Àfrica, va lluitar a Cuba entre 1869 i 1872 i després va combatre a la tercera guerra carlina. En 1874 fou ascendit a brigadier, en 1885 fou nomenat governador de Santiago de Cuba i en 1889 segon cap de les Filipines. En 1891 fou ascendit a tinent general i de 1896 a 1901 fou capità general de València. Membre del Partit Liberal Fusionista, fou escollit senador per Salamanca en 1896 i per Lleó en 1901-1902. Va ser també membre del Consell Suprem de Guerra i Marina.